# مسجد اژدربیگ
مسجد اژدربیگ (انگلیسی: Ajdarbey Mosque) یا مسجد آبی یا  مسجد اتفاق یک مسجد تاریخی در شهر باکو، پایتخت جمهوری آذربایجان است. این بنا در فاصله ۲ مارس ۱۹۱۲ تا ۳ دسامبر ۱۹۱۳ میلادی ساخته شده است و در خیابان صمد وورغون، خیابان کراسنوودسکایا، در شمال مرکز شهر قرار دارد.
پروژه مسجد توسط معمار زیوربیگ احمدبیگف و با حمایت مالی حاجی اژدربیگ آشوربیگ‌اف ساخته شده است.  محله شهر کانی-تمه، جایی که مسجد در آن ساخته شده بود، در آن زمان پر از خانه‌های شخصی یک طبقه بود. ساختمان مسجد با خیابان کراسنوودسکایا زاویه تقریباً ۴۵ درجه دارد تا بهتر این بنا دیده شود و به همین منظور در دامنه تپه ساخته شد.
معماری ساده است. نمازخانه بزرگ گنبدی شکل و مناره‌ای در کنار آن وجود دارد. ایوان از شرق نمازخانه و محراب از جنوب و غرب است. گنبد بر روی یک تولوبات بلند قرار داده شده است تا حجم آن افزایش یابد. سنگ حجاری گسترده و ظریفی روی دیوارها وجود دارد. حجاری‌ها توسط سلمان آتایف ساخته شده است، او همچنین بر روی ساختمان‌های دیگر در باکو که در دهه ۱۹۱۰ میلادی ساخته شده اند کار کرده است.